# Веселовский сельсовет (Минская область)
Веселовский сельсовет — административная единица на территории Борисовского района Минской области Белоруссии. Административный центр — деревня Веселово.

## История
18 декабря 2009 года населённые пункты Верховина, Дубовый Лог, Ельница, Загорье, Крацевичи, Мстенье, Нежицы, Остров, Рогатка, Холхолица, Яблочино из состава упразднённого Холхолицкого сельсовета включены в состав Веселовского сельсовета.
30 июня 2022 года деревня Дубовый Лог упразднена.

## Состав
Веселовский сельсовет включает 20 населённых пунктов:
- Большая Тростяница - деревня
- Брили - деревня
- Верховина - деревня
- Веселово - деревня
- Ельница - деревня
- Заболотье - деревня
- Загорье - деревня
- Звеняты - деревня
- Костюки - деревня
- Крацевичи - деревня
- Кричино - деревня
- Ляховка - деревня
- Малая Тростяница - деревня
- Мстенье - деревня
- Нежицы - деревня
- Остров - деревня
- Рогатка - деревня
- Старина - деревня
- Холхолица - деревня
- Яблочино - деревня

Упразднённые населённые пункты:
- Дубовый Лог - деревня